# Kentaro Hajaši
Kentaro Hajaši (japonsko 林 健太郎), japonski nogometaš in trener, * 29. avgust 1972.
Za japonsko reprezentanco je odigral dve uradni tekmi.